# Sedlo (Útvina)
Sedlo (německy Sattel) je malá vesnice a část obce Útvina v okrese Karlovy Vary v Karlovarském kraji. Nachází se asi 2,5 kilometru jihozápadně od Útviny. Sedlo leží v katastrálním území Sedlo u Toužimi o rozloze 6,26 km².

## Historie
První písemná zmínka o vesnici pochází z roku 1249.

## Obyvatelstvo
Při sčítání lidu v roce 1921 ve vsi žilo 245 obyvatel (z toho 109 mužů) německé národnosti a římskokatolického vyznání. Podle sčítání lidu z roku 1930 měla vesnice 273 obyvatel: jednoho Čechoslováka a 272 Němců. Kromě tří lidí bez vyznání byli římskými katolíky.
| Rok            | 1869 | 1880 | 1890 | 1900 | 1910 | 1921 | 1930 | 1950 | 1961 | 1970 | 1980 | 1991 | 2001 | 2011 | 2021 |
| -------------- | ---- | ---- | ---- | ---- | ---- | ---- | ---- | ---- | ---- | ---- | ---- | ---- | ---- | ---- | ---- |
| Počet obyvatel | 227  | 217  | 240  | 232  | 234  | 245  | 273  | 125  | 106  | 76   | 54   | 43   | 36   | 37   | 43   |
| Počet domů     | 32   | 35   | 36   | 34   | 38   | 41   | 48   | 43   | 43   | 21   | 20   | 23   | 23   | 23   | 23   |

## Obecní správa
Při sčítání lidu v letech 1869–1950 Sedlo bylo samostatnou obcí, se kterým patřilo nejprve do okresu Karlovy Vary, ale v letech 1900–1930 v okrese Teplá a v roce 1950 v okrese Toužim. Od roku 1960 je částí obce Útvina v okrese Karlovy Vary.